# Jeon Mi-seon
Jeon Mi-seon (* 7. Dezember 1970 in Seoul; † 29. Juni 2019 in Jeonju, Südkorea) war eine südkoreanische Schauspielerin und vor allem durch Nebenrollen in Film und Fernsehen wie etwa in Memories of Murder (2003), Moon Embracing the Sun (2012) und Hide and Seek – Kein Entkommen (2013) bekannt.

## Leben und Karriere
2006 heiratete sie den Kameramann Park Sang-hun, den sie bei den Dreharbeiten zu Love Is a Crazy Thing (연애 Yeonae, 2005) kennengelernt hatte und mit dem sie einen Sohn bekam.
Zuletzt spielte sie die Rolle einer Mutter in der Fernsehserie Er ist psychometrisch (사이코메트리 그녀석 Saikometeuli geunyeoseon), deren Ausstrahlung am 30. April 2019 endete, und an der Seite von Song Kang-ho und Park Hae-il in dem Historienfilm The King’s Letters, der am 24. Juli 2019 in den südkoreanischen Kinos anlaufen soll.
Am 29. Juni 2019 wurde sie von der Polizei in einem Hotelzimmer in Jeonju tot aufgefunden. Ihr Manager hatte sie als vermisst gemeldet. Die Polizei geht von einem Suizid aus. Laut ihrem Manager soll sie sich bereits wegen Depressionen in Behandlung befunden haben. Die Polizei erklärte außerdem, dass Jeon erst vor kurzem ein Familienmitglied verloren habe und ihre Mutter schwer krank sei.

## Filmografie

### Filme
- 1990: Well, Let’s Look at the Sky Sometimes
- 1991: Theresa’s
- 1993: No Emergency Exit
- 1994: Sado Sade Impotence
- 1994: The Young Man
- 1998: Christmas in August
- 2001: Bungee Jumping of Their Own
- 2003: Memories of Murder
- 2004: A Wacky Switch
- 2005: Love Is a Crazy Thing
- 2006: Mission Sex Control
- 2008: BA:BO
- 2009: City of Damnation
- 2009: On Next Sunday
- 2009: Mother (마더)
- 2019: The Executioner
- 2010: Wedding Dress (웨딩드레스)
- 2011: Funny Neighbors
- 2011: A Piano On the Sea
- 2013: Hide and Seek – Kein Entkommen (숨바꼭질)
- 2016: The Last Ride (위대한 소원 Widaehan Sowon)
- 2017: My Last Love
- 2019: The King’s Letters (나랏말싸미 Naratmalssami)

### Fernsehserien (Auswahl)
- 2015: More Than a Maid
- 2015: Who Are You: School 2015
- 2015: The Return of Hwang Geum-bok
- 2015: Reply 1988
- 2015: Six Flying Dragons
- 2016: The Unusual Family
- 2016: Mirror of the Witch
- 2016: Love in the Moonlight
- 2017: Chicago Typewriter
- 2017: The Guardians
- 2017: Andante
- 2017: Witch at Court
- 2017: Love Returns
- 2018: The Great Seducer
- 2019: Er ist psychometrisch

## Auszeichnungen
Golden Cinematography Awards 1994
- Auszeichnung in der Kategorie beste neue Schauspielerin für Sado Sade Impotence

KBS Drama Award 2006
- Auszeichnung in der Kategorie beste Nebendarstellerin für Hwang Jini

Korean Culture and Entertainment Awards 2013
- Excellence Award, Actress in Film für Hide and Seek

Golden Cinema Festival 2014
- Auszeichnung in der Kategorie beste Nebendarstellerin für Hide and Seek